# 순천시·구례군·승주군
순천시·구례군·승주군은 대한민국의 옛 국회의원 선거구이다. 당시 전라남도 순천시, 구례군, 승주군 지역을 관할했다.

## 역사
제9대 국회의원 선거를 앞두고 순천시·승주군 선거구에 구례군이 편입되면서 신설되었다.
제13대 국회의원 선거를 앞두고 순천시 선거구와 구례군·승주군 선거구로 분리되면서 폐지되었다.

## 역대 국회의원
| 선거   | 정당 | 정당       | 1위 의원 | 정당 | 정당       | 2위 의원 |
| ------ | ---- | ---------- | -------- | ---- | ---------- | -------- |
| 1973년 |      | 민주공화당 | 박삼철   |      | 무소속     | 강길만   |
| 1978년 |      | 민주공화당 | 유경현   |      | 신민당     | 허경만   |
| 1981년 |      | 민주한국당 | 허경만   |      | 민주정의당 | 유경현   |
| 1985년 |      | 민주정의당 | 유경현   |      | 신한민주당 | 허경만   |

## 역대 선거 결과

### 대한민국 제9대 국회의원 선거
|  | 40.09% |

|  | 20.42% |

|  | 18.55% |

|  | 10.79% |

|  | 7.18% |

|  | 2.95% |

### 대한민국 제10대 국회의원 선거
|  | 26.58% |

|  | 23.81% |

|  | 18.33% |

|  | 14.54% |

|  | 12.41% |

|  | 4.30% |

### 대한민국 제11대 국회의원 선거
|  | 29.46% |

|  | 29.37% |

|  | 28.95% |

|  | 8.87% |

|  | 3.32% |

### 대한민국 제12대 국회의원 선거
|  | 35.63% |

|  | 28.39% |

|  | 27.12% |

|  | 4.64% |

|  | 4.19% |